# Fondo di investimento specializzato

## Descrizione.
Un fondo di investimento specializzato (SIF, acronimo di Specialised Investment Fund) è un prodotto finanziario tipicamente classificato come "investimento alternativo" (AIF), destinato esclusivamente a investitori professionali. Generalmente, l'accesso a questi prodotti è riservato a investitori che partecipano con un investimento minimo di 125.000 euro, oppure che siano stati riconosciuti idonei da un istituto finanziario previa valutazione della loro competenza ed esperienza.
Questa tipologia di fondo di investimento è regolamentata da una legge lussemburghese del 13 febbraio 2007, in sostituzione della legge del 1991, la quale definiva il quadro giuridico per i fondi istituzionali, ed estende la possibilità di investimento a "investitori ben informati". La legge sui SIF ha notevolmente semplificato le normative per la creazione di strutture di fondi con strategie di investimento diversificate, che possono includere titoli quotati e non quotati, fondi hedge, investimenti immobiliari, private equity o criptovalute."

## Aspetti giuridici
Il 12 luglio 2013, la legge sui SIF ha subito una modifica con l'introduzione di una nuova normativa riguardante i gestori di fondi di investimento alternativi (legge AIFM). Di conseguenza, la legge sui SIF è stata strutturata in due sezioni distinte:
1. Disposizioni generali applicabili a tutti i SIF;
2. Disposizioni specifiche applicabili ai SIF qualificati come Fondi di Investimento Alternativi (FIA), che richiedono la gestione da parte di un Gestore di Fondi di Investimento Alternativi (GEFIA) autorizzato.

Data l'ampia definizione di FIA, la maggior parte dei SIF rientra nella categoria SIF-FIA.

## Vigilanza
La Commission de Surveillance du Secteur Financier (CSSF) , Commissione di vigilanza del settore finanziario, deve autorizzare il prodotto finanziario SIF prima che questo possa avviare la propria attività. Successivamente, la CSSF esercita la vigilanza continuativa sul fondo, richiedendo il pagamento di una tassa annuale per tale servizio. Questi fondi sono inoltre soggetti a una tassa una tantum in caso di costituzione di un nuovo SIF o di un nuovo comparto di un SIF esistente, da versare anch'essa alla CSSF, che gestisce anche un registro di tutti i fondi SIF sottoposti alla sua supervisione.

## Capitale
I SIF sono soggetti anche a parametri inerenti al patrimonio netto che deve essere almeno di 1.250.000 euro. Tale minima cifra deve essere raggiunta entro un anno dalla sua autorizzazione e alla sua sottoscrizione deve essere versato almeno il 5% del capitale.

## Obblighi.
I SIF in fase iniziale devono redigere il prospetto base dell'investimento con tutte le sue caratteristiche (KID). In seguito, durante il periodo di attività non ci sono obblighi di presentare relazioni semestralmente, ma solo annualmente.